# Terrace Marshall Jr.
Terrace Marshall Jr. (geboren am 9. Juni 2000 in Bossier City, Louisiana) ist ein US-amerikanischer American-Football-Spieler auf der Position des Wide Receivers, der bei den Philadelphia Eagles in der National Football League (NFL) unter Vertrag steht. Er spielte College Football für die Louisiana State University und gewann mit den LSU Tigers das College Football Playoff National Championship Game. Im NFL Draft 2021 wurde Marshall in der zweiten Runde von den Carolina Panthers ausgewählt.

## College
Marshall besuchte die Parkway High School in seiner Heimatstadt Bossier City, Louisiana, an der er Football spielte. Wegen einer Knöchelverletzung verpasste er den Großteil seiner letzten Saison an der Highschool. Marshall galt als einer der besten Wide Receiver seines Abschlussjahrgangs und wurde als Fünf-Sterne-Rekrut eingeschätzt.
Ab 2018 ging Marshall auf die Louisiana State University, um College Football für die LSU Tigers zu spielen. Von der Verletzung aus seinem letzten Highschool-Jahr war er auch zum Beginn seiner Freshman-Saison noch beeinträchtigt. Er kam im ersten Spiel der Saison von Beginn an zum Einsatz, fing dabei aber nur einen Pass für drei Yards. Insgesamt fing Marshall in seiner ersten Saison am College 12 Pässe für 192 Yards und sah dabei in allen 13 Spielen Einsatzzeit.
Im ersten Spiel der Saison 2019 fing Marshall beim 55:3-Sieg über Georgia Southern drei Touchdownpässe. Er kam in 12 Spielen als Starter zum Einsatz, drei Spiele verpasste er wegen einer Fußverletzung. Nach Ja’Marr Chase und Justin Jefferson war Marshall die drittwichtigste Anspielstation von Quarterback Joe Burrow, der in diesem Jahr die Heisman Trophy gewann. Marshall konnte 46 Pässe für 671 Yards und 13 Touchdowns fangen. Mit den Tigers gewann er das College Football Playoff National Championship Game gegen die Clemson Tigers. Marshall erzielte beim 42:25-Sieg einen Touchdown.
In der Saison 2020 war Marshall nach dem Abgang von Jefferson in die NFL und dem Saisonverzicht von Chase der Nummer-eins-Receiver der LSU Tigers. Nach sieben Spielen, in denen er 48 Pässe für 731 Yards und 10 Touchdowns fing, entschied er sich dafür, die Saison vorzeitig zu beenden und sich auf den NFL Draft 2021 vorzubereiten.

## NFL
Marshall wurde im NFL Draft 2021 in der zweiten Runde an 59. Stelle von den Carolina Panthers ausgewählt. Er spielte als Rookie keine große Rolle und fing 17 Pässe für 138 Yards. In seiner zweiten Saison in der NFL wurde Marshall zu Saisonbeginn kaum eingesetzt, erst am fünften Spieltag gelang ihm sein erster Catch der Saison. Nach der Entlassung von Head Coach Matt Rhule erhielt er unter Interimscoach Steve Wilks deutlich mehr Spielzeit und stand ab dem sechsten Spieltag regelmäßig in der Startaufstellung. Ihm gelangen insgesamt 28 gefangene Pässe für 490 Yards und ein Touchdown. In der Saison 2023 fing er in neun Spielen 19 Pässe für 139 Yards. Vor Beginn der Regular Season 2024 wurde Marshall im Rahmen der Kaderverkleinerung auf 53 Spieler am 27. August 2024 entlassen. Daraufhin schloss er sich zunächst dem Practice Squad der San Francisco 49ers an, wurde jedoch kurze Zeit später wieder entlassen. Nach dem Trade von Wide Receiver Davante Adams zu den New York Jets verpflichteten die Las Vegas Raiders Marshall am 22. Oktober 2024 für ihren Practice Squad.
Am 11. April 2025 unterzeichnete Marshall Jr. einen Einjahresvertrag bei den Philadelphia Eagles.

### NFL-Statistiken
| 2021                               | Carolina Panthers | 13 | 3  | 17 | 138 | 8,1  | 23 | 0 | 0 | 0 |
| 2022                               | Carolina Panthers | 14 | 9  | 28 | 490 | 17,5 | 43 | 1 | 2 | 0 |
| 2023                               | Carolina Panthers | 9  | 4  | 19 | 139 | 7,3  | 14 | 0 | 1 | 0 |
| 2024                               | Carolina Panthers | 7  | 1  | 3  | 41  | 13,7 | 28 | 0 | 0 | 0 |
| Total                              | Total             | 43 | 17 | 67 | 808 | 12,1 | 43 | 1 | 3 | 0 |
| Quelle: pro-football-reference.com |                   |    |    |    |     |      |    |   |   |   |

## Persönliches
Marshalls Onkel Joe Delaney spielte 1981 und 1982 als Runningback für die Kansas City Chiefs in der NFL. Er verunglückte 1983 tödlich, als er drei Kinder vor dem Ertrinken rettete.